# Viramgam
Viramgam és una ciutat i municipalitat del Gujarat al districte d'Ahmedabad, a l'Índia. Està situada a 23° 07′ N, 72° 02′ E / 23.12°N,72.03°E. Consta al cens del 2001 amb una població de 53.095 habitants.
Viramgan fou capital d'un principat del Kathiawar fundat el 1484 per concessió del sultà de Gujarat. Va donar nom al principat fins al segle XVIII quan la ciutat va passar al Gaikwar de Baroda i la capital fou traslladada a Patdi.